# Station Neu-Ulm
Station Neu-Ulm is een spoorwegstation in de Duitse plaats Neu-Ulm.   
Na een ingrijpende verbouwing in 2007 ligt dit station ondergronds (zie afbeelding).

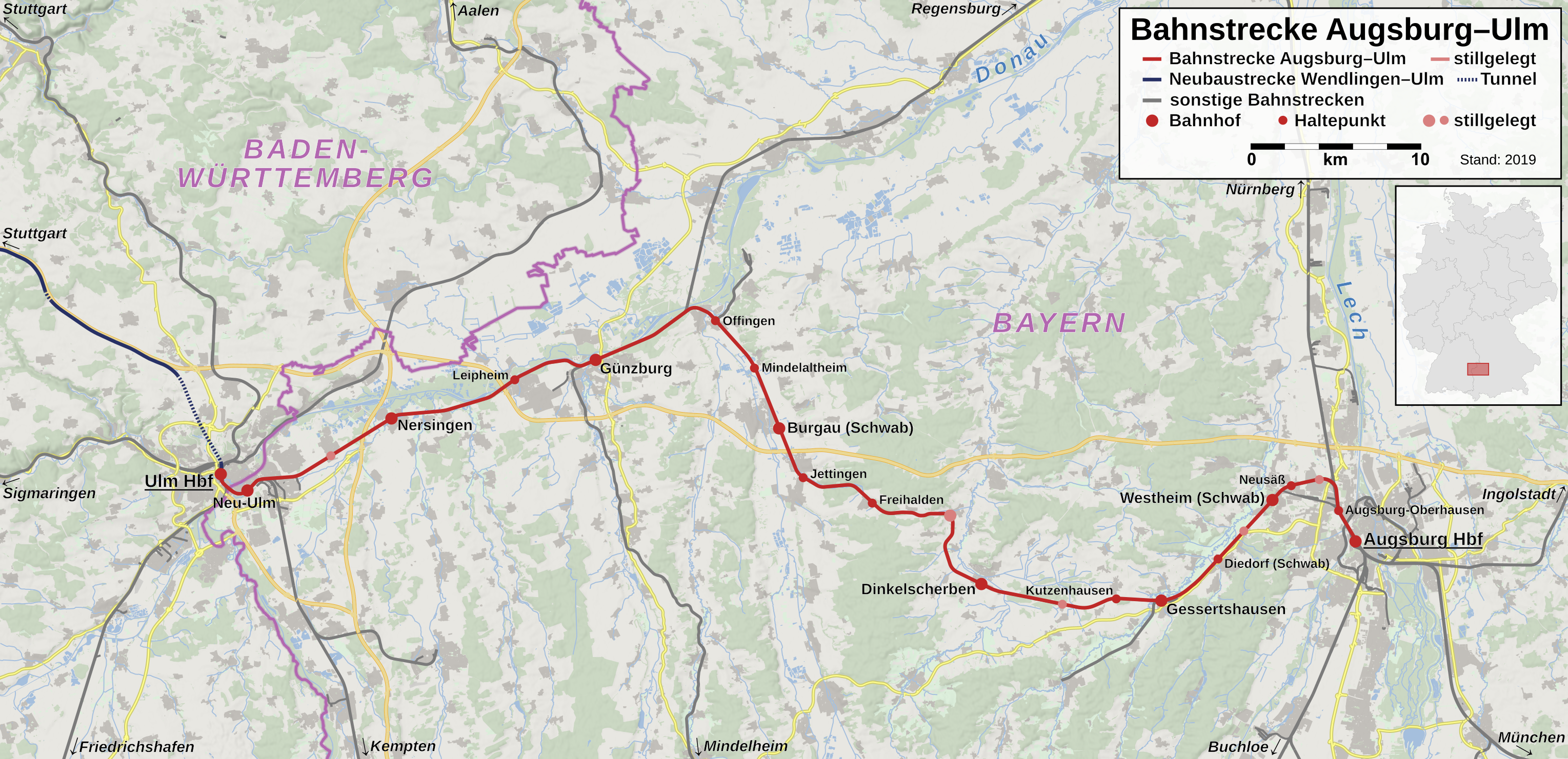
Traject spoorlijn Augsburg-Ulm
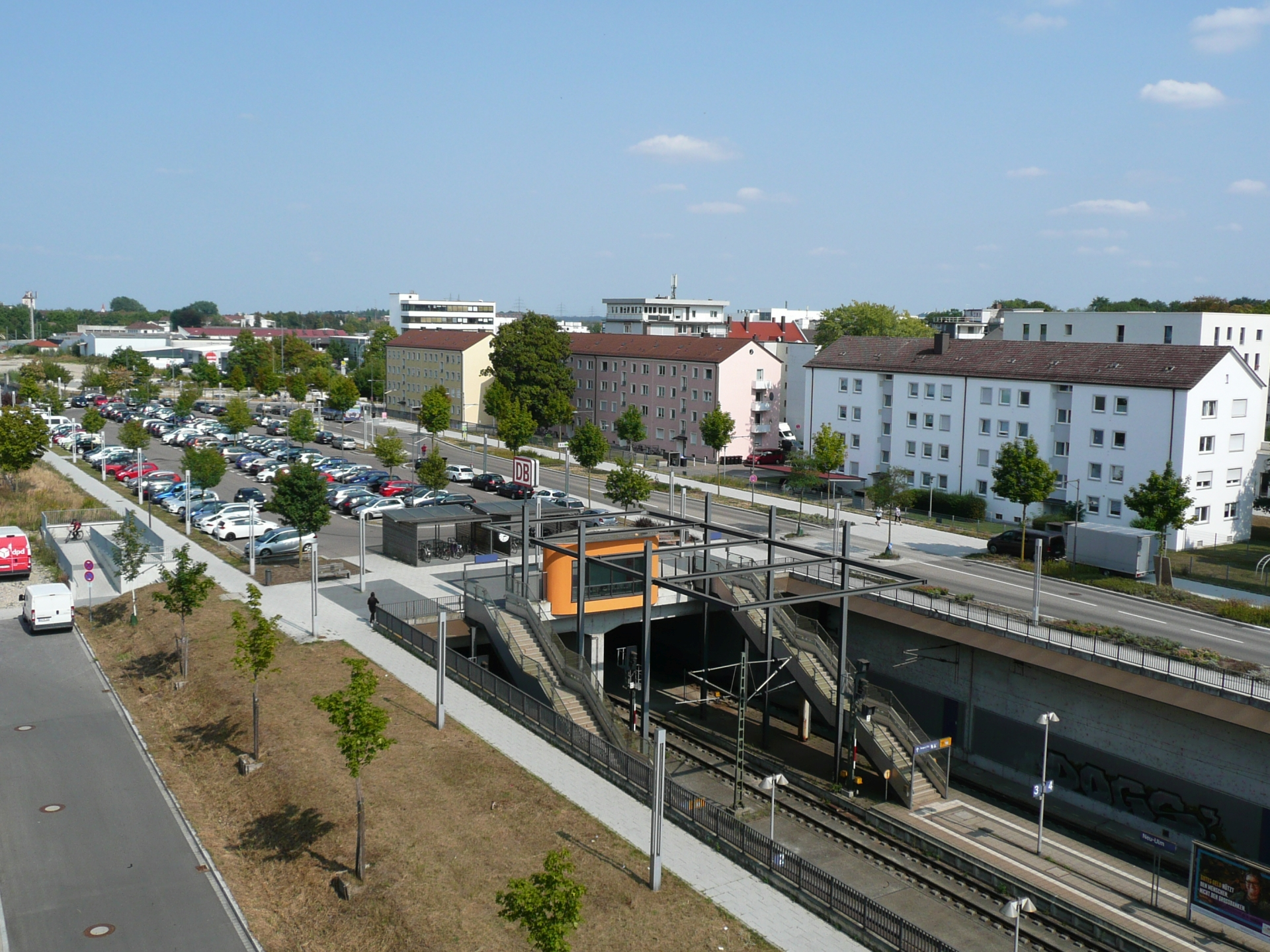
Oostelijke stationsuitgang en Park-and-Ride-parkeerterrein
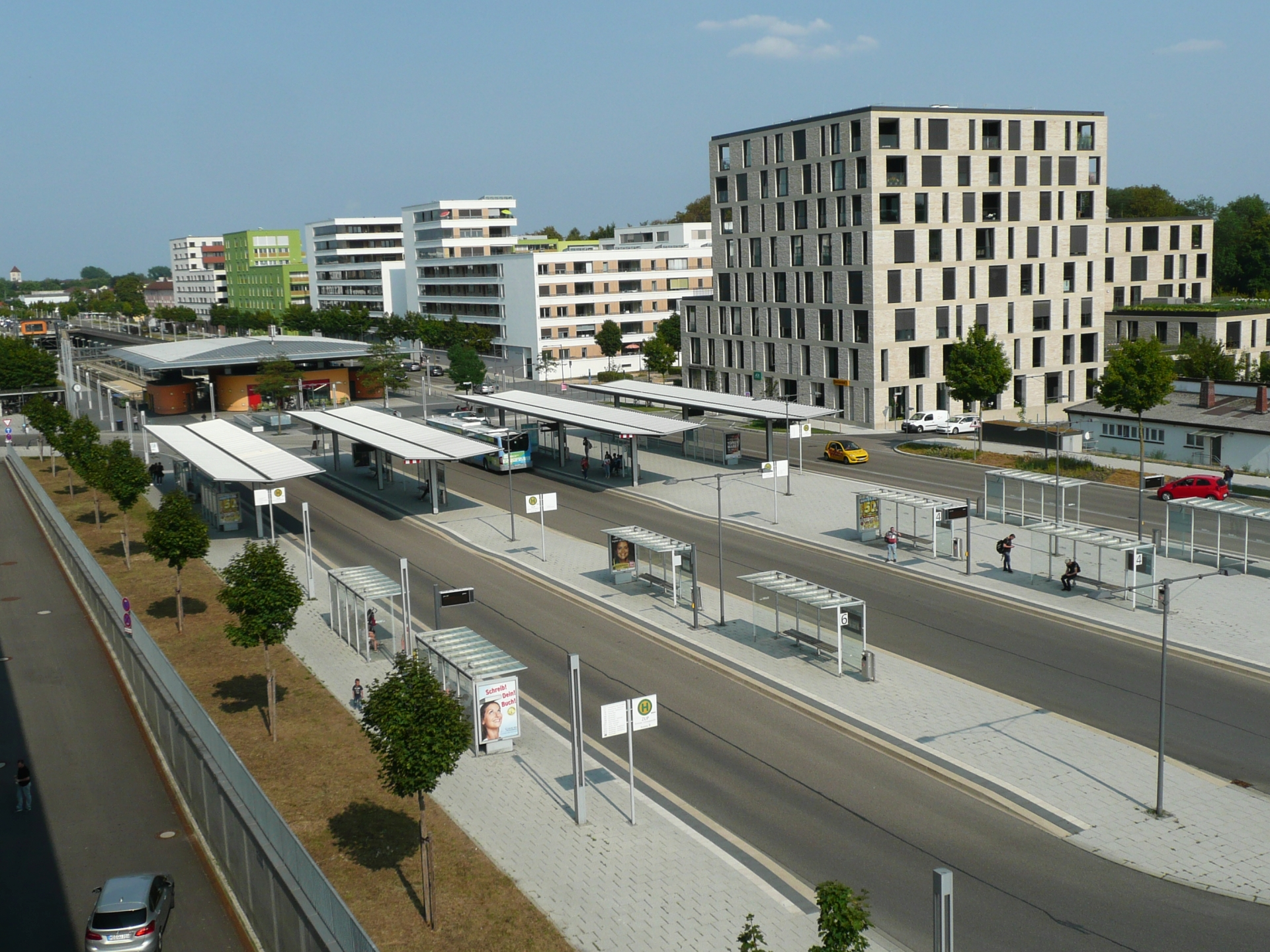
Busstation bij station Neu-Ulm

In het nabijgelegen busstation (Zentraler Umsteige-Punkt) stoppen twee stadsbuslijnen van de naburige stad Ulm.